# Mahabharata
Mahābhārata (devanāgarī: महाभारत), /maɦaːbʱaːrət̪ə/) je eden od dveh najpomembnejših sanskrtskih epov stare Indije, drugi je Ramajana. Mahabharata je osrednje delo hinduizma in s tem izjemno pomembno kulturno izročilo Indijske podceline. 
Poleg epične pripovedi o Bitki pri Kurkšetri in o usodi princev Kaurava in Pandava vsebuje Mahabharata filozofske in verske teme, kot na primer pogovor o štirih "ciljih življenja" - tako imenovanih purušartah (12.161).
Med temeljnimi deli in pesnitvami Mahabharate je najti Bhagavad Gito, zgodbo o Damajanti, skrajšano različico Ramajane in Rišjasringa, ki se pogosto štejejo za samostojna dela.
Mahabharata je najdaljši ep sveta, opisujejo ga kot "najdaljšo pesem, kar so jih kdajkoli spesnili".  V najdaljši inačici jo sestavlja 100,000 šlok ali več kot 200,000 posameznih vrstic (šloka je kuplet, to je, sestavljata jo dve vrstici), in dolgih proznih delov. S svojo dolžino okoli 1.8 milijon besed je   Mahabharata okoli štirikrat daljša od Ramajane ali okoli desetkrat daljša od skupne dolžine Iliade in Odiseje. W. J. Johnson je primerjal pomen Mahabharate za civilizacijo s pomenom Biblije, grških dram, Korana, del Shakespearea, Homerja.

## Zgodovina
Najstarejši deli besedila so iz okoli leta 400 pr. št. Besedilo je verjetno doseglo svojo končno obliko v zgodnjem obdobju Gupte, približno v 4. stoletju. Naslov se lahko prevede kot »velika zgodba iz dinastije Bharata«. Zgodba se je razširila iz krajše različice z 24.000 verzi, ki se imenuje Bharata.
Tradicionalno je pripisana Vjasi, ki je tudi glavni lik. Vjasa v prvem delu Mahabharate govori, da je Ganeša napisal besedilo na njegovo zahtevo, in sicer po njegovem nareku. Ganeša pravi, da so se dogovorili, da ga bo napisal le pod pogojem, da Vjasa nikoli ne naredi premora pri narekovanju besedila. Vjasa je na to pristal, pod pogojem, da si Ganeša pred pisanjem vzame čas in poskuša razumeti, kaj mu Vjasa narekuje.

### Zgodovinske reference
Najstarejše znane omembe Mahabharate in njenega jedra Bharate so v Paninijevih delih Aštadhjaji (sutra 6.2.38) in Ašvalajanio Grhjasutri (3.4.4) iz 4. stoletja pr. n. št. Iz tega lahko sklepamo, da je bilo 24.000 verzov znanih kot Bharata – zgodnje različice razširjene Mahabharate – sestavljeno v 4. stoletju pr. št.
Več zgodb iz Mahabharate se je v književnosti klasičnega Sanskrta osamosvojilo; najbolj znana med njimi je zgodba o kralju Dušjanti in Šákuntali, ki je okoli leta 400 v dramski igri Šákuntala obdelal (Abhijñānashākuntala) pesnik Kālidāsa.
Napis na bakreni plošči Maharaje Šarvanathe (533–534) iz Khoha opisuje Mahabharato kot »zbirko 100.000 verzov«.

## Struktura besedila
Mahabharata vsebuje več kot 74.000 verzov v obširnih proznih poglavjih, skupaj okrog 1,8 milijona besed, in s tem spada med najdaljše epske pesnitve na svetu. Je približno desetkrat obširnejša kot Iliada in Odiseja skupaj ter približno štirikrat obsežnejša kot Ramajana. Edini daljši epski pesnitvi naj bi bili tibetanski Ep o kralju Gesarju in kirgiški Ep Mane. Če štejemo še delo Harivamša, ima Mahabharata skupno več kot 90.000 verzov.
Poleg svoje epske pripovedi o kurukšetrski vojni in usodi Kurovcev in Pandovcev, Mahabharata vsebuje veliko filozofskih in religioznih vsebin, kot je razprava o štirih »ciljih življenja« ali purušarthas. To so darma (pravilno dejanje), arta (namen), kāma (užitek) in mokša (osvoboditev). Med glavnimi deli in zgodbami, ki so del Mahabharate, so Bhagavad-gita, zgodba o Damajanti, skrajšana različica Ramajane in Rišjasringa. Na zahodu med najbolj znane zgodbe iz Mahabharate sodi tudi v slovenščino prevedena Zgodba o Savitri.
Jaja, ki je jedro Mahabharate, je strukturirana v obliki dialoga med kurovskim kraljem Dhritaraštro in Sanjajo, ki je njegov svetovalec in kočijaž. Sanjaja pripoveduje o vseh incidentih kurukšetrske vojne, ki je trajala 18 dni. Dhritaraštra včasih zastavlja vprašanja in izraža dvome, včasih pa tudi toži svojim sorodnikom in prijateljem o uničenju, ki ga je prinesla vojna. Počuti se krivega zaradi svoje vloge, ki ga je privedla do te vojne, destruktivne za celotno Indijsko podcelino.
V začetku Sanjaja opisuje posamezne kontinente Zemlje in ostale planete, osredotoča pa se predvsem na Indijsko podcelino. Dopolnjuje seznam z več sto kraljestvi, plemeni, pokrajinami, mesti, rekami, gorami, gozdovi itd. (stare) Indijske podceline. Pripoveduje tudi o vojaških formacijah posamezne strani in o smrti vsakega junaka. Približno 18 poglavij Jaje predstavlja Bhagavad Gita, sveto besedilo hindujcev. To delo Vjase, se ukvarja z različnimi področji kot so morala, geografija, zgodovina, vojne in religije.

## Povzetek zgodbe
Osrednji pramen zgodbe je boj dinastij za Hastinapurski prestol, ki je del kraljestva, ki mu je vladal kurovski klan. Bojevali sta se dve družini (Kurovci in Pandovci), ki sta med seboj povezani z daljnim sorodstvom. Najstarejši član družine Kurovcev je Durjodhana in je mlajši od Judhisthire, najstarejšega člana družine Pandovcev. Oba si prizadevata dedovati prestol.
Boj doseže vrhunec v veliki bitki pri Kurukšetri, v kateri je na koncu zmagala družina Pandovcev. Boj povzroči zapleten spor sorodstva, je pa tudi zgled zvestobe družini in dolžnosti, da se presodi kaj je prav in kaj narobe.
Mahabharata se konča s smrtjo Krišne, kar pomeni konec njegove dinastije in vzponom Pandovca Judhisthire v nebesa. Označuje začetek dobe Kali, četrte in zadnje dobe človeštva, v kateri se razkrajajo vrline in plemenitost.
Aršia Sattar navaja, da je osrednja tema Mahabharate Krišnino in Ramino skrito božanstvo in njuno postopno razkritje.

## Različice dela
Sčasoma so se razvile številne regionalne različice dela. Večinoma se razlikujejo le v manjših podrobnostih – v verzih ali pa z dodanim tekstom k prvotni zgodbi. Te zgodbe vključujejo nekatere različice zunaj Indijske podceline, kot je Kakawin Bharatajuddha iz Jave. Uprizoritve tamilskega uličnega gledališča uporabljajo teme iz tamilske jezikovne različice Mahabharate s poudarkom na Draupadi.

### Kritična izdaja
Med letoma 1919 in 1966 so strokovnjaki na Bhandarkar Orientalskem Raziskovalnem Inštitutu v Puni primerjali različne rokopise epa iz Indije in tujine ter naredili Kritično izdajo Mahabharate. Obsega 13.000 strani v 19 zvezkih, sledi ji Harivamša v dveh zvezkih. Harivamša je besedilo, ki se običajno uporablja kot referenca v sedanjih študijah Mahabharate, včasih imenovano tudi »punska« ali »poonska« izdaja Mahabharate.

## Kulturni vpliv
Krišna v Bhagavad Giti pojasnjuje Àrdžuni svoje dolžnosti bojevnika in princa in jih dopolni z različnimi jogijskimi in vedantskimi filozofijami s primeri in analogijami. Gito pogosto opisujejo kot kratkega in jedrnatega vodnika po hindujski filozofiji in praksi, je kot samostojni priročnik za življenje. V sodobnem času so si Swami Vivekananda, Bal Gangadhar Tilak, Mahatma Gandhi in mnogi drugi s tekstom pomagali v boju za Indijsko gibanje neodvisnosti.

## Mahabharata na Slovenskem
Na Slovenskem so se s tematiko Mahabharate ukvarjali Vlasta Pacheiner-Klander, Karel Glaser in Metka Peserl.
Leta 1998 je Irena Pangeršič v samozaložbi izdala svoj izbor in prevod iz srbohrvaščine. Ta knjiga obsega 749 strani in je na voljo v digitalni knjižnici Slovenije (PDF na dlib.si).